# John Harding
Pour les articles homonymes, voir Harding.
John Harding (10 février 1896 – 20 janvier 1989), 1er baron Harding de Petherton, est un Field Marshal britannique.

## Biographie

### Première Guerre mondiale et Entre-deux-guerres

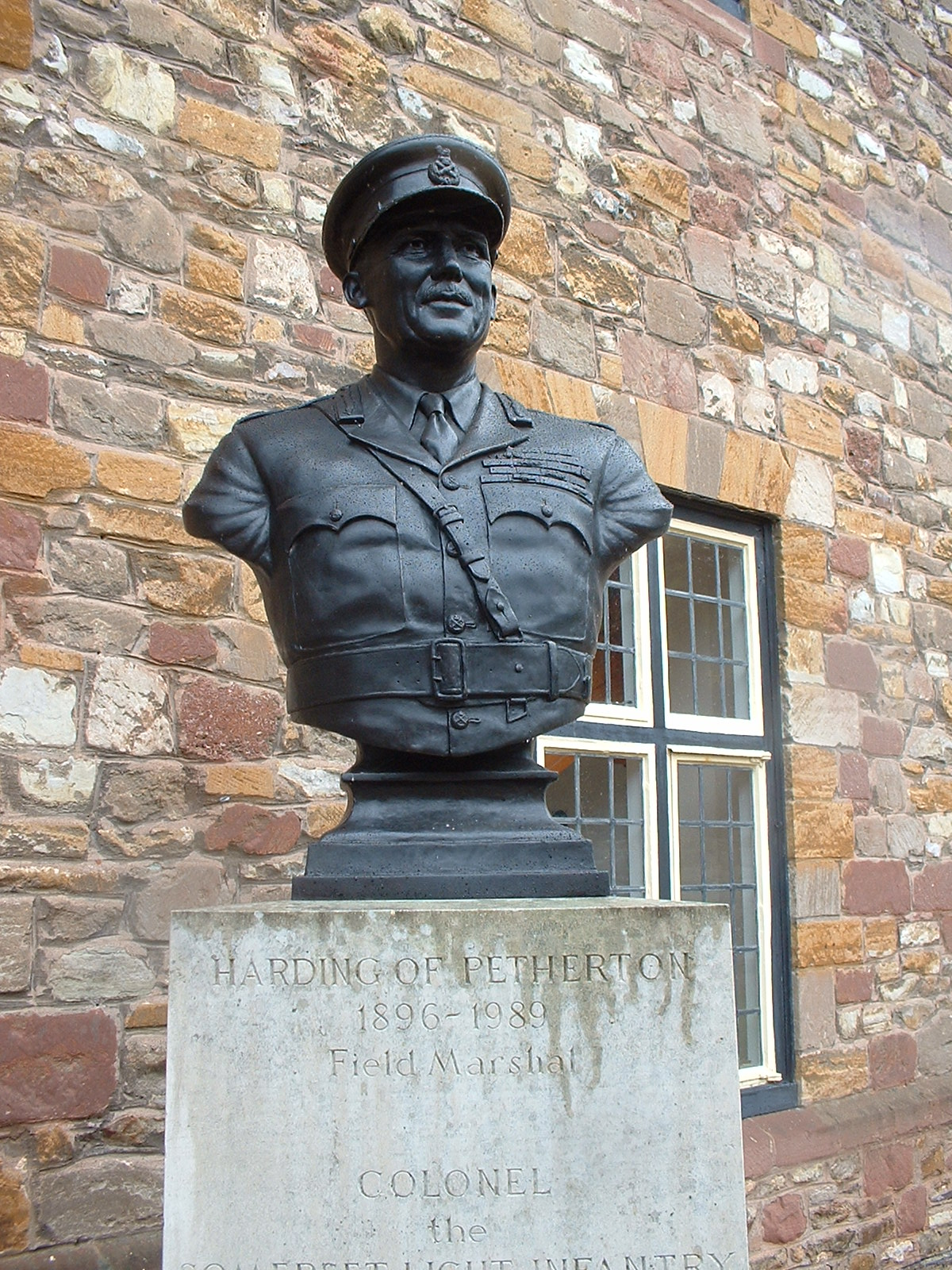
Buste de John Harding

Diplômé de Ilminster Grammar School (1912). Il contracte un engagement comme réserviste dans l’Armée territoriale. Sous-lieutenant d'infanterie en 1915, lieutenant en 1916. 
Nommé lieutenant d’active (Mle 12247) au Somerset Light Infantry (Prince Albert's) le 22 mars 1917, il reçoit la Military Cross le 1er janvier 1918.
À la fin de la Grande Guerre il a rang de lieutenant-colonel (acting), commandant d’un bataillon de mitrailleuses (Machine Gun Corps), au Proche-Orient.
Capitaine en 1923. École de guerre de Camberley (1928-1930). Commandant en 1936. Lieutenant-colonel en 1939.

### Seconde Guerre mondiale
Colonel le 9 août 1941 puis successivement au cours de la guerre, général de brigade à titre temporaire, colonel avec rang de général de division puis de corps d’armée. 
Nommé Commandeur de l'Ordre de l’Empire britannique (CBE) le 8 juillet 1941, décoré trois fois du Distinguished Service Order (30 décembre 1941, 24 février 1942, 23 janvier 1943) accompagné de deux citations  (15 décembre 1942, 24 juin 1943) pendant la campagne d’Afrique du Nord ; il participe aux deux batailles d’El Alamein, du 1er au 5 juillet 1942 puis du 23 octobre au 4 novembre 1942.
Il est nommé à la tête de la 7e Division blindée britannique des "Rats du Désert" le 14 septembre 1942 mais grièvement blessé en janvier 1943, il ne reprend du service qu’en août 1944 (général de division le 13 juillet 1944) comme chef d'état-major du maréchal Alexander en Italie, jusqu’en janvier 1945.

### Carrière après 1945
Général de corps d'armée le 19 août 1946.
Général d’armée le 9 décembre 1949. Commandant en chef des forces terrestres en Extrême-Orient en 1949-1951 (troubles en Malaisie, guerre de Corée).
Commandant en chef de l’armée britannique sur le Rhin en 1951-1952 ; nommé Chevalier grand-croix de l'Ordre du Bain (GCB) le 7 juin 1951.
Chef de l'État-major impérial (1952-1955), il participe donc au cortège du couronnement de la reine Élisabeth II.
Il est élevé à la dignité de Maréchal le 21 juillet 1953.
Nommé colonel en Chef du Somerset Light Infantry (Prince Albert's), de 1953 à 1960, et des Life Guards, de 1957 à 1965.
Gouverneur et Commandant en chef de Chypre, où stationnent alors 40 000 soldats britanniques, de septembre 1955 à décembre 1957, lors des troubles causés par les activités terroristes des hommes de l'EOKA. En 1956, il déporte le chef nationaliste chypriote grec, le patriarche orthodoxe Makarios III, et fait pendre plusieurs membres de l'EOKA.
Il est anobli le 1er janvier 1958 et fait Baron Harding de Petherton le 18 février.

## Distinctions
- 1er Baron Harding de Petherton (Bt-1958)
- Chevalier grand-croix de l'Ordre du Bain (GCB-1951)
- Commandeur de l'Ordre de l'Empire britannique (CBE)
- Compagnon du Distinguished Service Order (DSO and 2 Bars)* Military Cross (MC)
- Chevalier de l'Ordre de Saint-Jean de Jérusalem (KStJ)

## Sources
- Histoire de la Seconde Guerre mondiale de Sir Basil Liddell Hart - Fayard - 1973. Vision britannique des opérations militaires par le capitaine Liddle Hart, spécialiste reconnu de la stratégie et de l’armée blindée. Nombreuses cartes précises.
- (en) La London Gazette, le Journal officiel britannique pour les dates des nominations, promotions et décorations